# Antoni Borrell i Folch
Antoni Borrell i Folch (Barcelona, 19 d'abril de 1832 - 1910) fou un empresari i polític català, diputat a Corts Espanyoles durant la restauració borbònica.

## Biografia
Era fill d'un teixidor de vels i arribà a ocupar càrrecs directius a empreses importants com el Banco Hispano Colonial (del que en fou un dels fundadors), de la Sociedad Catalana General de Crédito (de la que n'era un important accionista), de Ferrocarriles y Minas de San Juan de las Abadesas, de la Compañía Caminos de Hierro de España i del Banco Vitalicio de Cataluña. També era soci de la Societat Econòmica Barcelonina d'Amics del País.
Políticament, milità en el Partit Conservador, amb el que fou elegit diputat per Arenys de Mar a les eleccions generals espanyoles de 1884. Posteriorment fou senador per la província de Lleida el 1891-1893, per la província de Sevilla el 1896-1897 i per Lleida el 1899-1901. El 1907 fou candidat conservador al Senat per la província de Lleida, però fou derrotat pel candidat de la Solidaritat Catalana. En morir va cedir els seus béns als Escolapis d'Alella, que hi van construir una escola a la seva finca de Can Xacó Monnar el 1916.